# François Hollande
François Gérard Georges Nicolas Hollande (Ruão, 12 de agosto de 1954) é um político francês, que serviu como Presidente da França e Co-Príncipe de Andorra de 2012 a 2017.
Foi primeiro secretário do Partido Socialista de 1997 a 2008 e prefeito da comuna francesa de Tulle entre 2001 e 2008. Foi também presidente do conselho geral do departamento de Corrèze e deputado pelo 1º distrito. Venceu o primeiro turno e liderou as pesquisas de intenção de voto  para o pleito em segundo turno da eleição presidencial da França em 2012. Confirmou seu favoritismo no segundo turno, em 6 de maio de 2012, ao obter 52% dos votos, derrotando Nicolas Sarkozy, candidato à reeleição. Tomou posse como presidente em 15 de maio de 2012.
Durante seu mandato como presidente, Hollande legalizou o casamento entre pessoas do mesmo sexo ao assinar a lei Nº 344, reformou leis trabalhistas e aprovou programas de qualificação empregatícias. Iniciou a retirada das tropas francesas do Afeganistão e concluiu assinatura de uma diretriz da União Europeia através de um contrato entre a Alemanha e a França. O país também foi alvo de alguns atentados terroristas durante seu governo, o mais notável os atentados em Paris em 2015. Externamente, cultivou boas relações com os Estados Unidos e pregou mais unidade na Europa. Defendeu a intervenção militar na Líbia e mandou soldados franceses para o Mali e a República Centro Africana. Também teve que lidar com a crise migratória na Europa, a guerra no Iêmen e o Brexit. Ele propôs reformar a constituição para remover a cidadania francesa de pessoas acusadas de terrorismo, atraindo controvérsia interna e externa. Com o país membro do G8, Hollande lutou para tentar revitalizar a economia da França através de programas de estímulos, aumentando impostos e impondo reformas. O crescimento econômico, contudo, foi tímido e o desemprego continuou girando em torno de 10% em dezembro de 2016. As notícias não foram sempre ruins, com o país se mantendo um polo turístico (apesar dos atentados) e com o sistema financeiro nacional sendo preservado.
Os índices de aprovação de Hollande variaram muito durante seu mandato como presidente: quando eleito, era um dos chefes de Estado mais populares da União Europeia, com mais de 60% de aprovação dentre o povo. Devido ao fraco crescimento econômico e problemas internos (como terrorismo) no seu mandato, sua popularidade declinou, tornando-o um dos presidentes mais impopulares da história da França. Em 1 de dezembro de 2016, com a falta de apoio dentre o povo francês, ele anunciou que não concorreria a reeleição em 2017 e foi sucedido por Emmanuel Macron no cargo.

## Infância e origens
François Hollande nasceu em Ruão, no departamento do Sena Marítimo, na região da Alta Normandia, numa família de classe média. Ele é o filho mais novo do doutor Georges Gustave Hollande, um otorrinolaringologista, que concorreu por um partido de extrema direita às eleições municipais de Ruão, em 1959, e de Bois-Guillaume, em 1965, sendo derrotado  nas duas vezes. Sua mãe, Nicole Frédérique Marguerite Tribert (1927-2009), católica de esquerda, foi uma assistente social. Acredita-se que o sobrenome Hollande tenha tido origem em ancestrais calvinistas que fugiram da Holanda no século XVI. Hollande foi criado como Católico, mas tornou-se agnóstico mais tarde na vida. Ele agora se considera ateu, mas ainda professa o respeito por todas as práticas religiosas. Sua família se mudou para Neuilly, nos subúrbios de Paris, quando ele tinha apenas 13 anos.

### Educação
Hollande estudou no Internato Saint Jean-Baptiste de La Salle, depois no HEC Paris, École Nationale d'Administration, e no Institut d'Études Politiques de Paris (Instituto de Estudos Políticos de Paris). Formou-se na ENA em 1980. Ele viveu nos Estados Unidos no verão de 1974 como estudante universitário. Imediatamente após se formar, trabalhou como conselheiro no Tribunal de Contas da França.

## Carreira política
Hollande começou trabalhando como voluntário na então fracassada campanha de François Mitterrand a presidência em 1974. Cinco anos depois, ele filiou-se ao Partido Socialista. Em 1981 ele concorreu a um assento na Assembleia Nacional Francesa mas acabou perdendo. Porém, a notoriedade que ele conquistou nessas eleições foi suficiente para que ele fosse apontado como Conselheiro do então Presidente Mitterrand. Mais tarde serviu na equipe de Max Gallo, porta-voz do governo. Em 1997, Hollande se tornou Secretário Geral do Partido e em 2001 foi eleito prefeito de Tulle, cargo que assumiria por 7 anos. Em 2008, tomou o lugar de Jean-Pierre Dupont como Chefe do Conselho de Corrèze.
Em 8 de junho de 2006, François Hollande e Pierre Moscovici tinham ido à embaixada dos Estados Unidos em Paris para ali lamentar o vigor da oposição do presidente Jacques Chirac à invasão do Iraque.
Em 2011, François Hollande anunciou que se candidataria às primárias do Partido Socialista a fim de ganhar o direito de disputar as eleições presidenciais do ano seguinte. Depois da saída de Dominique Strauss-Kahn da corrida à presidência devido a sua prisão nos Estados Unidos, seis candidatos apresentaram-se às primárias realizadas pelos socialistas afim de designar o futuro candidato do partido: Ségolène Royal, Martine Aubry, Manuel Valls, François Hollande, Arnaud Montebourg e Jean-Michel Baylet. Hollande assumiu a liderança nas pesquisas de opinião e então derrotou Martine Aubry, a principal candidata concorrente dentro do partido. A vitória nas prévias o garantiu como o candidato oficial à Presidência da República pelo Partido Socialista.
Em 26 de janeiro de 2012, o então candidato emitiu um manifesto com sessenta propostas para o país, entre elas a separação das atividades de varejo de bancos com maior risco de investimento; o aumento dos  impostos para as grandes empresas, bancos e para os mais ricos; a criação de  60 mil vagas de empregos para professores; baixar a idade de aposentadoria de 62 para 60; a criação de empregos subsidiados para combater a alta taxa de desemprego entre os jovens; o fortalecimento  da indústria francesa criando um banco de investimentos nacional; a garantia do direito a casamento e da adoção de crianças a casais do mesmo sexo; a retirarada das tropas francesas do Afeganistão ainda em 2012. Em 9 de fevereiro, ele explicou sua política para educação em um grande discurso em Orléans.
No primeiro turno das eleições presidenciais, que aconteceram em 22 de abril, François Hollande terminou em primeiro lugar com 28,63% dos votos e disputaria o segundo turno com o então presidente Nicolas Sarkozy. Em 6 de maio de 2012, Hollande foi oficialmente eleito Presidente da França com 51,7% dos votos.

### Presidência da República
François Hollande foi eleito Presidente da França em 6 de maio de 2012. Ele tomou posse em 15 de maio e logo depois apontou o político Jean-Marc Ayrault para ser seu Primeiro-Ministro, desde 31 de março de 2014, entretanto, o primeiro-ministro é Manuel Valls. Ele também apontou o general Benoît Puga para o posto de Chefe das Forças Armadas, Pierre-René Lemas como Secretário Geral e Pierre Besnard como Chefe de Gabinete.

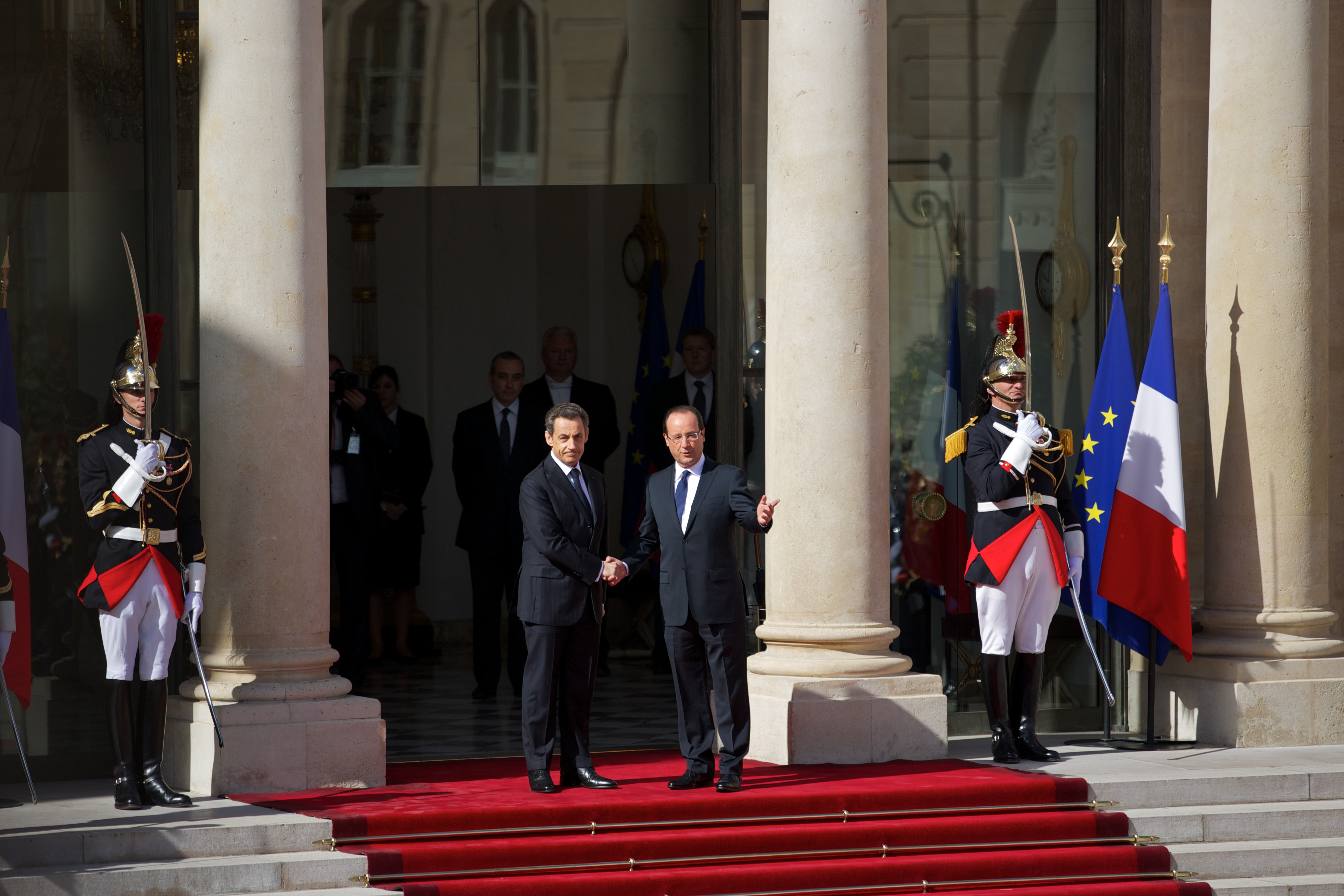
Nicolas Sarkozy e François Hollande, durante a transmissão de poderes, em 15 de maio de 2012 no Palácio do Eliseu.

A economia passou a ser um dos grandes focos das políticas de Hollande. Ele apoiou a criação de uma agência de classificação de risco de crédito europeia, a separação de empréstimos e investimentos em bancos, redução da dependência do país de energia nuclear de 75% para 50% em favor de fontes de energia renovável, fusão de imposto de renda e contribuições sociais, criação de uma renda adicional de 45% (€150 000 euros) e revisar o corte de impostos para os mais ricos (ISF, Impôt de Solidarité sur la Fortune) medida que, segundo o governo, traria €29 bilhões de dólares nas rendas do Estado. A maioria destas medidas enfrentaram resistência de vários setores da sociedade e algumas foram barradas na justiça, como o plano de elevar impostos em 75% sobre cidadãos com renda superior a €1 milhão de euros por ano.
Como candidato a presidente, Hollande prometeu retirar as tropas francesas do Afeganistão em 2012. A retirada foi concluida em novembro do mesmo ano.
Em 11 de janeiro de 2013, Hollande autorizou a chamada Operação Serval, para lidar com extremistas islâmicos no norte do Mali. A intervenção contou com apoio popular tanto na França quanto no Mali, enquanto o presidente francês prometeu que a operação seria curta e que ele "reconstruiria o país".
No âmbito social, Hollande já havia anunciado, antes de se eleger, que apoiava o casamento entre pessoas do mesmo sexo e adoções por casais LGBTs. Em 12 de fevereiro de 2013, a Assembleia Nacional francesa aprovou uma proposta que legalizava o casamento entre homossexuais, por 329 votos a 229. Hollande assinou o projeto para torná-lo lei em 18 de maio.
A popularidade do presidente Hollande manteve-se alta no começo do mandato, mas declinou consideravelmente ao fim do primeiro ano dele na presidência. Uma pesquisa feita pelo instituto Opinionway, em março de 2013, afirmou que 67% do povo francês desaprova a forma pela qual o presidente governa a nação.
Durante seu governo, houve dois grandes atentados terroristas em Paris, a capital francesa. Um contra o jornal Charlie Hebdo e outro perto do Stade de France e do teatro Bataclan. Apesar das críticas feitas às políticas de segurança nacional, Hollande manteve as mesmas medidas para proteger o país. Também deu continuidade à participação francesa na Guerra ao Terrorismo, ordenando ataques aéreos no Iraque e na Síria.
A 19 de julho de 2016, foi agraciado com o Grande-Colar da Ordem da Liberdade, de Portugal.
Em dezembro de 2016, com a popularidade em baixa, o François Hollande anunciou que não iria buscar a reeleição.
Pouco antes de deixar o governo, Hollande enfrentava uma grave crise de percepção. Uma pesquisa de opinião chegou a apontar que sua popularidade era de 4%. François saiu do poder com a França com uma economia estável porém com crescimento do PIB fraco. Os serviços financeiros já estavam completamente recuperados da crise de 2007-2009. Porém, o desemprego continuou alto (beirando 10%). Seu sucessor, Emmanuel Macron, um candidato centrista, ex ministro da economia de Hollande, prometeu reformas para melhorar a vida do país.